# Кобенко Олексій Сергійович
Олексі́й Сергі́йович Кобенко — молодший сержант Збройних сил України, учасник російсько-української війни, що трагічно загинув під час російського вторгнення в Україну в 2022 році.
Командир відділення (електрозварювальник) відділення зварювальних робіт ремонтного взводу БТ ремонтної роти.
23.03.2022, під час виконання бойового завдання зазнав поранень, несумісних з життям.

## Нагороди
- орден «За мужність» III ступеня (2022, посмертно) — за особисту мужність і самовіддані дії, виявлені у захисті державного суверенітету та територіальної цілісності України, вірність військовій присязі, зразкове виконання службового обов'язку.